# Ngô Thắng Hoa
Ngô Thắng Hoa (tiếng Trung giản thể: 吴胜华, bính âm Hán ngữ: Wú Shènghuá, sinh tháng 10 năm 1966, người Bố Y) là chính trị gia nước Cộng hòa Nhân dân Trung Hoa. Ông là Ủy viên dự khuyết Ủy ban Trung ương Đảng Cộng sản Trung Quốc khóa XX, hiện là Thường vụ Tỉnh ủy Quý Châu, Bí thư Thị ủy Tất Tiết. Ông từng là Phó Tỉnh trưởng Quý Châu, Châu trưởng Kiềm Nam.
Ngô Thắng Hoa là đảng viên Đảng Cộng sản Trung Quốc, học vị Cử nhân Nông học, Thạc sĩ Triết học, chức danh Kinh tế sư. Ông có sự nghiệp công tác ở cả 4 cấp đơn vị hành chính địa phương là cấp hương, huyện, địa, và tỉnh, đều ở quê nhà Quý Châu.

## Xuất thân và giáo dục
Ngô Thắng Hoa sinh vào tháng 10 năm 1966 tại huyện Đô Quân, nay là thành phố cấp huyện thuộc Châu tự trị dân tộc Bố Y và dân tộc Miêu Kiềm Nam, thuộc tỉnh Quý Châu, Cộng hòa Nhân dân Trung Hoa. Ông lớn lên trong một gia đình người Bố Y, tốt nghiệp cao trung ở Đô Quân, thi cao khảo vào năm 1984 và đỗ Học viện Nông Quý Châu, nay là Đại học Quý Châu, tới thủ phủ Quý Dương nhập học hệ nông học vào tháng 9 cùng năm và tốt nghiệp cứ nhân chuyên ngành này vào tháng 8 năm 1988. Sau đó 15 năm, vào tháng 9 năm 2004, ông tham gia chương trình nghiên cứu sinh tại chức về luân lý triết học ở Đại học Hồ Bắc ở Vũ Hán, nhận bằng Thạc sĩ Triết học vào tháng 6 năm 2007. Ngô Thắng Hoa được kết nạp Đảng Cộng sản Trung Quốc vào tháng 7 năm 1994.

## Sự nghiệp

### Kiềm Nam
Tháng 7 năm 1988, sau khi tốt nghiệp trường Nông nghiệp, Ngô Thắng Hoa được phân về quê nhà Kiềm Nam, tới một huyện khác Đô Quân là huyện La Điện để công tác với vị trí đầu tiên là chuyên viên của trạm kỹ thuật nông nghiệp của Cục Nông nghiệp La Điện, rồi sau đó là cán sự của bộ phận liên hợp nông nghiệp, công nghiệp của huyện. Tháng 9 năm 1992, ông được phân công là Phó Chủ nhiệm Ủy ban Kinh tế nông nghiệp, sau đó lần lượt là Phó Chủ nhiệm Ủy ban Công nghiệp và Nông nghiệp, Phó Chủ nhiệm Văn phòng Xóa đói giảm nghèo huyện La Điện, có chức danh Trợ lý Nông nghệ sư. Tháng 12 năm 1995, Ngô Thắng Hoa được điều về hương Bản Canh làm Bí thư Đảng ủy trong 1 năm, rồi trở lại làm Chủ nhiệm Ủy ban Công Nông, thăng chức là Phó Huyện trưởng La Điện từ tháng 6 năm 1997. Đến tháng 2 năm 1999, ông được bầu vào Ủy ban Thường vụ Huyện ủy, là Phó Huyện trưởng, rồi Phó Huyện trưởng thường vụ từ tháng 1 năm 2000, và Phó Bí thư Huyện ủy sau đó 1 năm. Thời gian này, ông có thêm chức danh Kinh tế sư, từng được biệt phái tới Vũ Hán nhậm chức Trợ lý Quận trưởng quận Giang Hạ theo chương trình luân chuyển địa phương trong giai đoạn tháng 8–12 năm 2003. Tháng 2 năm 2003, ông được điều tới huyện Quý Định nhậm chức Phó Bí thư Huyện ủy, Phó Huyện trưởng thường vụ, sau đó là Huyện trưởng Quý Định từ tháng 7 năm 2004, rồi Bí thư Huyện ủy từ tháng 11 năm 2005.
Tháng 2 năm 2007, Ngô Thắng Hoa được điều lên Chính phủ Nhân dân Châu tự trị Kiềm Nam làm Phó Châu trưởng, được điều lên trung ương để giữ vị trí Phó Ty trưởng Ty Hiệp hội thực phẩm của Tổng cục Quản lý Giám đốc Thực phẩm và Thuốc Quốc gia giai đoạn tháng 4–9 năm 2008. Tháng 12 năm 2012, ông được bầu vào Ủy ban Thường vụ Châu ủy, là Phó Bí thư chuyên chức Châu ủy. Ông giữ chức vụ Phó Bí thư Châu ủy gần 10 năm 2012–20, có thời kỳ chuyên chức và kiêm là Hiệu trưởng Trường Đảng Châu ủy từ cuối năm 2012, kiêm Bí thư Ủy ban Công tác Đảng Khu Khai phát kinh tế Đô Quân từ tháng 5 năm 2013, chuyển chức kiêm Bí thư Ủy ban Chính Pháp từ tháng 9 năm 2015; rồi đến tháng 10 năm 2016 thì không còn là Phó Bí thư chuyên chức mà chuyển sang là chức vụ kiêm nhiệm khi được bầu là Châu trưởng Kiềm Nam. Vào tháng 10 năm 2017, ông dự Đại hội Đảng Cộng sản Trung Quốc lần thứ XIX, từ đoàn đại biểu Quý Châu, được bầu làm Ủy viên dự khuyết Ủy ban Trung ương Đảng Cộng sản Trung Quốc khóa XIX, là 1 trong 2 châu trưởng châu tự trị cùng Châu trưởng Tây Song Bản Nạp La Hồng Giang. Sau đầu năm 2018, ông ứng cử và trúng cử là đại biểu của Đại hội Đại biểu Nhân dân toàn quốc khóa XIII nhiệm kỳ 2018–23.

### Cấp cao
Tháng 10 năm 2020, sau hơn 30 năm công tác ở Kiềm Nam, Ngô Thắng Hoa được điều chuyển thăng chức Phó Tỉnh trưởng Quý Châu, Thành viên Đảng tổ Chính phủ Nhân dân tỉnh Quý Châu. Đến tháng 4 năm 2022, ông được bầu vào Ủy ban Thường vụ Tỉnh ủy Quý Châu, sang ngày 5 tháng 5 thì được điều về địa cấp thị Tất Tiết làm Bí thư Thị ủy kiêm Bí thư thứ Nhất Đảng ủy Phân Quân khu Tất Tiết, kế nhiệm Ngô Cường lãnh đạo toàn diện địa phương này. Cuối năm này, ông là đại biểu của đoàn Quý Châu dự Đại hội Đảng Cộng sản Trung Quốc lần thứ XX. Trong quá trình bầu cử tại đại hội, ông một lần nữa bầu là Ủy viên dự khuyết Ủy ban Trung ương Đảng Cộng sản Trung Quốc khóa XX.